# Province de Boukhara
La province de Boukhara (en ouzbek : Buxoro viloyati) est une des 12 provinces de l'Ouzbékistan. Sa capitale administrative est la ville de Boukhara.
La province de Boukhara s'étend sur 19 400 km2. Elle est bordée au nord et à l'est par la province de Navoï, au sud-est par la province de Kachkadaria, au sud et au sud-ouest par le Turkménistan et au nord-ouest par la province de Khorezm et la République du Karakalpakstan.

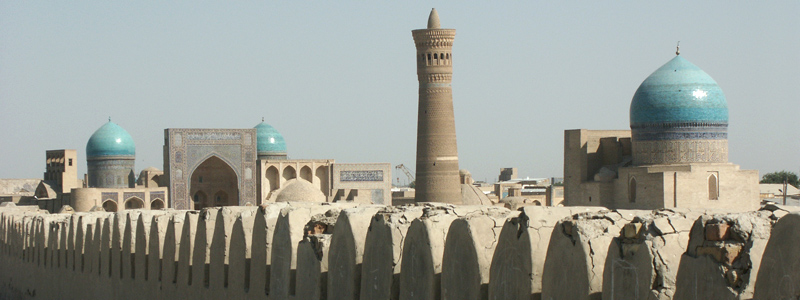
La ville de Boukhara

## Dirigeants
| Nom                     | de                | à                |
| ----------------------- | ----------------- | ---------------- |
| Damir Yodgorov          | 4 janvier 1992    | 1996,            |
| Mavlon Rahmonov         | 1996,             | 14 décembre 1996 |
| Samoyiddin Husenov      | 14 décembre 1996, | 27 décembre 2011 |
| Muhiddin Esonov         | 27 décembre 2011  | 16 décembre 2016 |
| Oʻktam Barnoyev         | 16 décembre 2016, | 28 février 2020  |
| Karim Kamolov (intérim) | 29 février 2020   | 22 août 2020     |
| Farhod Umarov (intérim) | 22 août 2020      | 8 novembre 2020  |
| Botir Zaripov           | 8 novembre 2020   | actuel           |